# Johannes Zollikofer

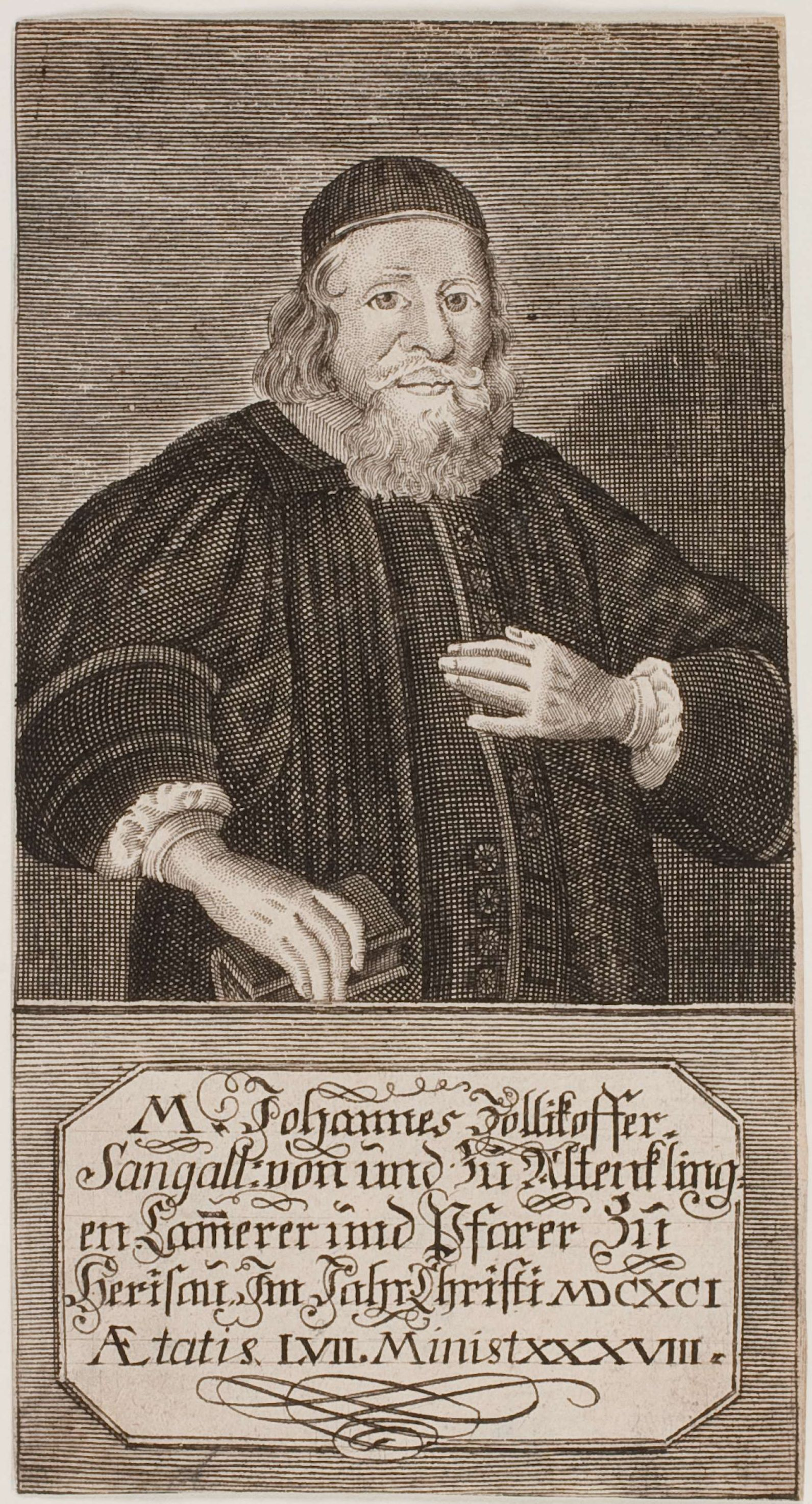
Johannes Zollikofer, 1691

Johannes Zollikofer von und zu Altenklingen (* 29. Dezember 1633 in St. Gallen; † 23. April 1692 in Herisau) war ein Schweizer reformierter Pfarrer.

## Leben und Wirken
Johannes Zollikofer von Altenklingen wurde in St. Gallen geboren, er studierte in Zürich und Basel. Als Zwanzigjähriger wurde er als deutscher Prediger nach Genf berufen. In Oxford und Cambridge setzte er seine Studien fort.
Als Diakon wirkte er in St. Leonhard und St. Gallen, als Pfarrer und Kämmerer in Herisau in Appenzell Ausserrhoden. Er war Autor, Übersetzer und Herausgeber mehrerer Bücher.

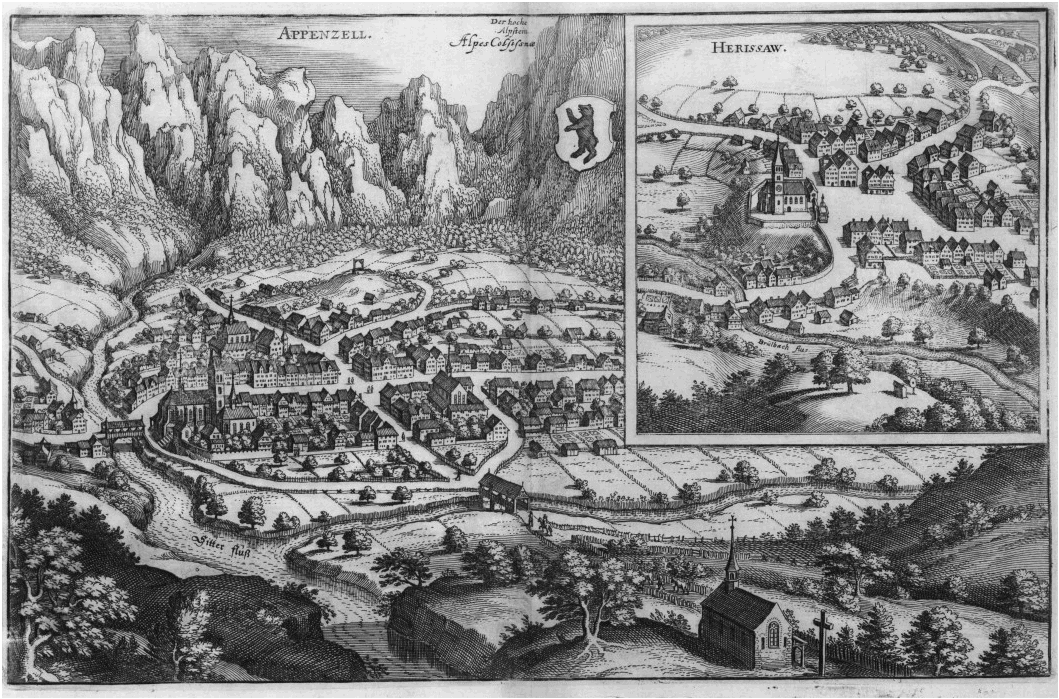
Darstellung von Herisau durch Matthäus Merian (aus Topographia Helvetiae, Rhaetiae et Valesiae, 1654)

Zollikofer war, laut der Stemmatologia Sangallensis von Johann Jacob Scherrer (1653–1733) in den Jahren 1653 bis 1692 Prediger, 1653–1654 deutscher Adjunkt in Genf, 1655–1655 deutscher Helfer in Amsterdam, 1657–1692 Synodalis, 1657–1666 Diakon zu St. Leonhard, 1657–1692 Collega Disputat., 1657–1692 Collega music., 1660–1660 Bußner Coll. theol. I, 1665–1665 Bußner Coll. theol. II, 1666–1692 Pfarrer in Herisau, (der 13. nach der Reformation), 1667–1692 Synodalis von Ausserrhoden, 1671–1692 Camerarius von Ausserrhoden und 1684–1692 Ordinari Eherichter von Ausserrhoden.

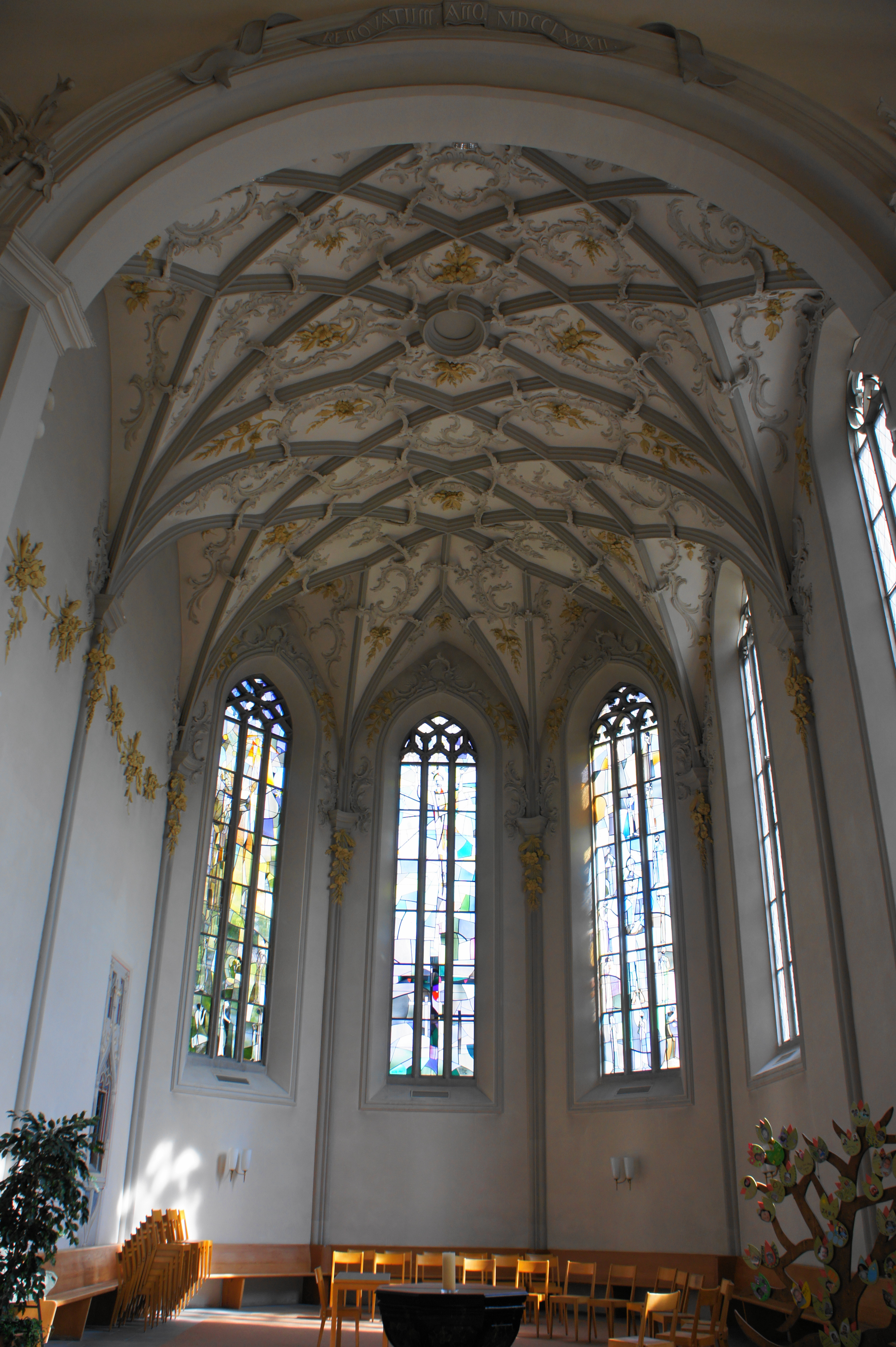
Blick in den Chor der Kirche Herisau, wo Zollikofer 1666–1692 predigte (Zustand 2011)

Zollikofers Predigt Der unseligen Unholden elender Zustand, gehalten am 5. Mai 1689 in Herisau, gedruckt im selben Jahr in St. Gallen, fusst auf dem Werk Magiologia. Christliche Warnung für dem Aberglauben und der Zauberei von Bartholomäus Anhorn dem Jüngeren, in welchem eine kritische Darstellung magischer Praktiken erfolgt. Im Umfeld von Zollikofers Äusserungen erfolgten Hexenprozesse und -tötungen.
Sein 1691 in erster Auflage erschienener Himmlischer Weyhrauch-Schatz erlangte über 150 Jahre hin Beliebtheit als Erbauungsbuch.
H. Johannes Zollikofer, Pfarrer lautet neben anderen die Inschrift an einer 1679 gegossenen Glocke der Kirche Herisau.

### Familie
Johannes Zollikofer war ein Sohn des Georg Zollikofer (1591–1634) und der Judith Schobinger. Er heiratete am 3. November 1657 Catharina Gonzenbach (1631–1672), eine Tochter des Heinrich Gonzenbach und der Sabina Zwicker. Er hatte mit ihr 1663 ein Töchterlein, das ungetauft starb, und 1665 eine Tochter Judith.
In zweiter Ehe heiratete er am 11. Juni 1672 Susanna Zollikofer (1644–1685 in Herisau), eine Tochter des Niklaus Zollikofer und der Benigna Zollikofer und hatte mit ihr vier Kinder: Magdalena (1673–1700 in Amsterdam), Georg Niklaus (1676–1706 in Ostindien), den jung verstorbenen Johannes (* 1681) sowie einen weiteren Johannes (* 1683).
In dritter Ehe heiratete er am 15. Juni 1686 Elisabeth Zollikofer (1656–1694), Tochter des David Zollikofer und der Elisabeth Högger und hatte mit ihr drei Kinder: David (* 1688), Elisabeth (1690–1694) und Gottlieb (1691).

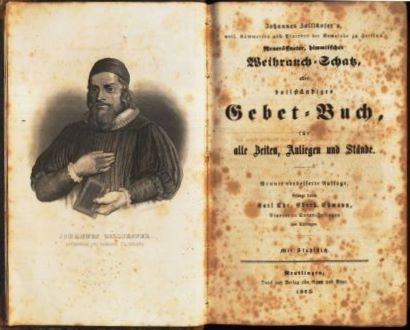
Johannes Zollikofers Neueröffneter, himmlischer Weihrauch-Schatz, oder vollständiges Gebet-Buch, für alle Zeiten, Anliegen und Stände. (9. Aufl., Reutlingen 1865)

## Schriften (Auswahl)
- „Gottselige Gedancken Uber die Zierliche Ordnung die bey der Fürsehung und Regierung Gottes in allen unverhofften und beschwärlichen Zufällen zu verspüren ist: Allen betrübten Hertzen/ sonderlich zu diesen schwierigen und trübseligen Zeiten überauß trostlich/ nutzlich und erbaulich. Ursprünglich Von Herrn Johann Wilkins H. Schrifft Doctorn in Englischer Sprach beschrieben. Anjetzo aber Durch Johann Zollikoffer/ Dienern der Kirchen zu Herisau in das Hochteutsche mit allem Fleiß übersetzt.“ Emanuel König und Söhne, Basel 1672.
- „Gottselige Seelen-Ubung/ Zu heilsamer Niessung des H. Abendmahls/ : Da Die Heilsbegierige ... Seele wird vorbereitet …. Auß den Englisch- und Niederländischen Schrifften W. Pemple, S. Simonidis, Hils, &c. ... Zusammen gezogen/ und auffs neu übersehen und vermehrt Durch Johannem Zollikofer/ Pfarrer zu Herisau.“ König, Basel 1683.
- „Jährliche Monatlich- und Tägliche HaußUbungen Bestehende in XXXI. Morgen- XXXI. Mittag- XXXI. Abend-Ubungen über die Artickel des Christl. Glaub. Pflichte eines Christl. Lebes. Geschichte der Heil. Schrift. Jn Monats-Frist bequem und höchst nutzlich zu verhandlen/ da daß einem jeden Tag seine Ubungen gewidmet: Zum andern mahl übersehen / durch Johannem Zollikoffer/ Dienern am Heil. Wort GOttes und Cammerern zu Herisau. Da dann etliche Geistliche Gebätt in einer Christlichen Haußhaltung dienstlich am Ende beigefügt worden.“ König, Basel 1685.
- „Misera Lamiarum Sors. Oder Der unseligen Unholden Elender Zustand. : In einer Christlichen Warnungs-Predig [!] Auß Hertzbetrübt-gegebnem Anlaß Son[n]tags den 5. Mey/ im Jahr 1689. In der volckreichen Gemeinde Herisau Fürgetragen …“ St. Gallen 1689.
- „Christliche Hochzeit-Predig/ Von der Pflicht Gottsel. Eheleuhten: Fürgebildet In den Pflichten der Gläub. Seele gegen dem Him[m]lischen Bräutigam Jesu : Aus dem CXLV. Psalm/ 11. 12. vers. ; Bey Vermählung Des ... Jr. Jacob Christoff Scherers/ Mit Der ... Fr. Sabina Gontzenbachin ; Gehalten in Herisau den 2. Christmonat/ 1690.“ Hochreutiner, St. Gallen 1690 (Digitalisat).
- „Der Gläubigen Seele Höchste Glückseligkeit In der Gemeinschaft mit Christo Jesu : Fürgehalten In einer HochZeit-Predig Auß dem Hohe-Lied Salomons am II. Cap. 16. vers. Bey Vermählung Deß ... Herren Herman Höggers/ Mit Der ... Jungfr. Elßbeth Riethmänin. In Herisau den 6. Jenner 1691.“ Hochreutiner, St. Gallen 1691 (Digitalisat).
- „Neu-eröffneter himmlischer Weyhrauch-Schatz, oder, Vollständiges Gebett-Buch auff allerhand Zeiten, Anligen und Personen gerichtet, darbey ein begreifflicher Underricht zum Gebrauch des Heil. Abendmahls, Besuchung der Krancken und Zubereitung der zum Tod verurtheilten Personen, etc. sammt behörigen Gebeten.“ Emmanuel und Hans Georg König, Basel 1691 (Digitalisat).
- Himmlischer Freudenblick und einer Gläubigen Seele Vorgeschmack des Ewigen Lebens, 1677 (Digitalisat).